# Moše Cvi Nerija
Moše Cvi Nerija (hebrejsky: משה צבי נריה, žil 1913 – 12. prosince 1995) byl izraelský politik a poslanec Knesetu za stranu Mafdal.

## Biografie
Narodil se ve městě Lodž v tehdejší Ruské říši (dnes Polsko). Studoval na ješivách ve východní Evropě a na území dnešního Izraele, kde studoval s rabínem Abrahamem Isaacem Kookem. Získal osvědčení pro výkon profese rabína. Studoval rovněž na učitelském semináři napojeném na hnutí Mizrachi v Jeruzalému. V roce 1930 přesídlil do dnešního Izraele.

## Politická dráha
Patřil mezi zakladatele sionistického náboženského hnutí Bnej Akiva a po čtrnáct let zasedal v jeho předsednictvu, kde působil i jako duchovní vůdce této mládežnické organizace. Vydával stranický list Zra'im. V roce 1940 založil první ješivu napojenou na hnutí Bnej Akiva, umístěnou v Kfar ha-Ro'e. Působil jako její ředitel a vyučoval zde Talmud a židovskou filozofii. Zakládal také rabínskou asociaci při hnutí ha-Po'el ha-Mizrachi.
V izraelském parlamentu zasedl po volbách v roce 1969, do nichž šel za stranu Mafdal. Stal se členem parlamentního výboru pro vzdělávání a kulturu a výboru pro veřejné služby. Ve volbách v roce 1973 mandát neobhájil. V roce 1978 mu byla udělena Izraelská cena. Roku 1983 rezignoval na členství ve straně Mafdal a založil vlastní formaci nazvanou מצ"ד - Macad. Jeho jmeno nese izraelská osada na Západním břehu Jordánu Nerija.